# デジモンワールド
『デジモンワールド』は、1999年1月28日にバンダイより発売されたPlayStation（PS）用育成ロールプレイングゲームおよびそのシリーズ作品。本項は初代『デジモンワールド』について扱う。
デジタルモンスターシリーズ初のPS用ソフト（テレビゲームとしては2作目）である。
デジモンサマーキャンペーン特典のものには名前の文字が銀色基調の虹色に輝くメタルグレイモンのデジモンカードが付属した。また、2001年7月26日には廉価版『デジモンワールド PlayStation the Best for family』が発売された。

## 概要
『デジモンワールド』シリーズ第1作目。本作品を皮切りに『デジモンワールド2』などのナンバリングタイトル（以下「本シリーズ」）、PocketStationと連動した「ポケットデジモンワールドシリーズ」、デジモンカードがテーマの「カードバトルシリーズ」が展開された。タイトルに「デジモンワールド」を含むこれらの作品群を「デジモンワールドシリーズ」と総称する。各シリーズは独立した内容となっており、基本的にストーリーや世界観に関連性はないが『ポケットデジモンワールド』と『デジモンワールド -next 0rder-』は本作のストーリーと繋がりが見られる。
本作では、プレイヤーはパートナーとなるデジモン1体を連れて、デジタルワールドにある小さな島「ファイル島」を冒険する。デジモンは食事やトイレ、睡眠やトレーニングなどの育成を通じて進化していき、敵デジモンと戦ったり、味方となるデジモンを町に招待するなどしてゲームを進めてゆく。
2022年に開催されたイベント「DIGIMON CON」のQ&Aコーナーにおいて「移植やリメイクについては前向きに検討しているが、移植とリメイクどちらにするかという悩ましい点がある。移植やリマスターであれば実現性は高いが、リメイクの場合は新作として開発することも検討する必要が出てくるため、皆様の意見を聞いていきたい」と語られている。

## ストーリー
デジモンの育成が得意な主人公の少年は、ある日携帯育成ゲーム「デジタルモンスター」の中に吸い込まれてしまう。ゲーム世界は「デジモン達が心を失う」という危機に直面しており、デジタルモンスターの育成が得意な主人公を必要としたのだった。現実世界から主人公を召喚したジジモン達から事情を聞いた主人公は、問題解決のためパートナーデジモンを連れてファイル島の探索を開始する。

## システム

### 時間
本作の最も大きな特徴は時間の概念である。画面には時計(クロックモン)が表示され、プレイ中は常に時間が進む。1日は24時間で朝、昼、夕、夜があり、それに合わせて景色も変化する。なお1年は30日間。また、ゲーム中の1時間は現実世界の1分に相当する。このような時間の流れの存在は、特定の日時にのみ発生するイベントの設定のほか、成長や寿命などデジモンの育成にも影響を与えている。

### フィールド
主人公は十字キーによりフィールド上を8方向に移動し、パートナーデジモンはそのすぐ後ろをついてくる。敵デジモンや味方デジモンもフィールド上に配置されており、その場から動かないものや周辺を徘徊しているもの、主人公に向かってくるものもいる。また、アイテムがランダムで配置されていることもある。フィールドは一定の広さで区切られており、それぞれのフィールドには名前が付けられている。フィールド間を移動する際のロード時間はやや長い。

### バトル
フィールド上には敵デジモンが一定数配置され、主人公がそれらと接触するとバトルとなる。バトル発生時に画面内に他の敵デジモンが存在する場合、それらもバトルに参加する（逃げるものもいる）。また、バトルは敵デジモンと接触した位置で展開される。そのため接触位置によってバトルフィールドは広くも狭くもなり、パートナーデジモンの種類やセットされた技次第ではバトルを有利に進めることができる。
バトルはリアルタイムに進行する形式で、デジモン同士が独自の判断で行動し、半自動でバトルを繰り広げる。プレイヤーはパートナーデジモンに簡単な作戦や指示を出したり、アイテムを与えたりして戦闘を補助する。アイテムを選択する際にもバトルは進行しているため、使用するタイミングが重要となる。
デジモンが戦闘で使用する技は、習得したものを任意にセットできる「つけかえ技」と、条件を満たしたときに使用できる「必殺技」の2種類がある。「つけかえ技」はMPを消費して使用する技で、敵を攻撃したり自身を強化したり様々な種類がある。「必殺技」は戦闘中に「FINISH!!」の文字が全て表示されたときにだけ使用できるデジモン固有の技で、ボタン連打で威力を高めることができる。
バトルに勝利すると賞金を獲得する。さらにアイテムの入手、パートナーデジモンのステータス上昇、稀だが相手の技を習得したり、デジモンが負傷したりすることもある。バトルに敗北するとパートナーデジモンのライフポイントが一つ減る。

## 育成
デジモンの育成は、デジタルモンスターシリーズ最大のテーマである。主人公はタマゴからデジモンを孵し、デジモンを育ててゆく。デジモンは時間経過でお腹が減ったり眠たくなったり、トイレに行きたくなったりするため、その都度プレイヤーが世話をする必要がある。食事や睡眠を与えずに放置したり、トイレに行かせずにその場で排泄(野グソ)させたりした場合は「育成ミス」となり、ペナルティが発生する。
本作の育成における特徴は寿命の存在であり、通常は幼年期→成長期→成熟期から一定時間の経過後、デジモンの寿命は尽きてタマゴ(デジタマ)に戻る（『2』以降はパートナーデジモンが死ぬことはない）。ただし、成熟期中に特定の条件を満たすことで完全体へと進化する。進化条件は時間経過だけでなく、パートナーデジモンの能力値やバトルの回数、育成ミスの有無などによって判定され、条件を満たすと特定のデジモンへ進化することができる。能力値の上昇は、ジムでデジモンを「トレーニング」するのが基本で、トレーニングの種類によって上昇する能力が変化する。
なお、本作では育成面において究極体は基本的に存在しない（発売当時は携帯機デジタルモンスターにおいても幼年期I～完全体の一連以外の進化形態が存在しなかったため）。
またバグを使用することでパンジャモン・ギガドラモン・メタルエテモンに進化できるアイテムが手に入るが、通常プレイは絶対に手に入らない（進化ルートもない）。なおこれらのアイテムは発売当時、雑誌の懸賞等でデータがプレゼントされていた。

## 登場デジモン
各デジモンの詳細はデジモン一覧を参照。名前が斜体のデジモンは本作オリジナル（シリーズ初登場）デジモン。

### 育成することができるデジモン

#### 幼年期
- ボタモン - プニモン - ポヨモン - ユラモン
- コロモン - ツノモン - トコモン  - タネモン

#### 成長期
- アグモン - ベタモン - ガブモン - エレキモン - パタモン - クネモン ピヨモン - パルモン - ペンモン

#### 成熟期
- グレイモン - ティラノモン - デビモン - メラモン - エアドラモン - シードラモン - ヌメモン - カブテリモン - ガルルモン - エンジェモン - バードラモン - ユキダルモン - ホエーモン - ベジーモン - ユニモン - ケンタルモン - オーガモン - バケモン - シェルモン - ドリモゲモン - スカモン - モノクロモン - コカトリモン - レオモン - クワガーモン - シーラモン - ナニモン - イガモン

#### 完全体
- メタルグレイモン - マメモン - もんざえモン - スカルグレイモン - メタルマメモン - ベーダモン - アンドロモン - ギロモン - エテモン - メガドラモン - ピッコロモン - デジタマモン - メガシードラモン - ヘラクルカブテリモン - ホウオウモン

### 敵として登場するデジモン

#### 成長期
- ユキアグモン - モドキベタモン - サイケモン - ツカイモン - ドクネモン - アルラウモン - ムーチョモン - ゴブリモン -  スノーゴブリモン - シャーマモン -  ゴツモン -  トイアグモン - クリアアグモン - テントモン - プチメラモン

#### 成熟期
- アイスデビモン - ブルーメラモン - ゲレモン - グルルモン - ピッドモン -  セーバードラモン -  ツチダルモン - ゴーレモン -  レッドベジーモン - ザッソーモン - シマユニモン - フーガモン - ヒョーガモン - ソウルモン - モリシェルモン - ニセドリモゲモン - プラチナスカモン -  ヴァーミリモン - アカトリモン - ジャングルモジャモン - ヤンマモン - サンドヤンマモン - フレアリザモン - ダークリザモン -  アイスモン - タンクモン -  ガードロモン

#### 完全体
- インセキモン -  ワルもんざえモン - ワルシードラモン - ムゲンドラモン - テッカモン

### 仲間として登場するデジモン
- ヴァンデモン - ブラキモン - ジジモン - ゲコモン - トノサマゲコモン - オタマモン - ジュレイモン - ティラノ師匠 - ハグルモン - ブリキモン - スカモン大王

### その他のデジモン
- パンジャモン - ギガドラモン - メタルエテモン

## 登場人物
主人公
現実世界に住む人間の少年。デジモンの育成が得意。
アグモン / ガブモン
主人公が携帯ゲーム機内で育てていたデジモンで、最初のパートナーとなる。
どちらのデジモンになるかは、ゲーム開始時の選択肢によって決まる。
ジジモン
デジタルワールドに住むデジモンの一人。
ゲームの拠点となる「はじまりの街」の長老で、主人公に協力を依頼する。
アナログマン
事件の黒幕で人間。ファイル島侵略時にデジモンたちに負けて、再度ファイル島侵略を試みて、多くのデジモンを洗脳した。デジモンを道具と見なしている。
ムゲンマウンテンにて登場。ムゲンドラモンが倒されて別世界へ逃走したが転送中に原因不明の異常が起こり行方不明となる。
裏次元で幻として登場。
パートナーは「ムゲンドラモン」。
後に「デジモンワールド デジタルカードアリーナ」に登場した。この作品ではデジモンたちから「A」と言われていた。

## バグ
本作品はバグが多い事でも有名で、プレイ中は十分注意する必要がある。下記はその一例である。
- 突然、街の繁栄度が大幅に下がってしまう。
- 購入したカードの絵を表示してから一度戻し、直後に再び表示させるとカードの絵が戻らなくなる。
- バトル中に「逃げる」を選択すると、黒画面に主人公の足音だけが流れ続け、そのままフリーズしてしまう。
- 特定のエリアである条件を満たすと、通常では進化できないデジモンに進化させたり、極端な例では、デジモンを主人公に進化させることができる。
- 特定のエリアに移動し、画面が表示される寸前でPS本体のフタを開けると、そのエリアにいる敵デジモンが「ベンリくん」などと名乗り、様々な設定の変化をしてくれる。
- ゲームのオープニングの映像が終わったあとに、あるコマンド入力をすると、主人公が大量にアイテムを所持している。さらにそこからある条件を満たすと、そのアイテムを全て所持した状態でゲームがスタートする。所持アイテムの中には、そのバグでなければ入手できないアイテムも含まれている（上記参照）。

## スタッフ
チーフプロデューサー
- 浅沼誠
- 今西智明
- 稲垣浩文

プロデューサー
- 新藤貴行

声の出演
- 高山みなみ
- 土屋利秀
- 鈴村健一
- 水橋かおり
- 三浦雅子

## シリーズ一覧
デジモンワールド デジタルカードバトル
1999年12月22日発売。
ポケットデジモンワールド
2000年6月29日発売。
デジモンワールド2
2000年7月27日発売。
ポケットデジモンワールド ウインドバトルディスク
2000年10月6日発売。
デジモンワールド デジタルカードアリーナ
2000年12月21日発売。
ポケットデジモンワールド クール&ネイチャーバトルディスク
2001年2月22日発売。
デジモンワールド3 新たなる冒険の扉
2002年7月4日発売。
デジモンワールドX
2005年1月6日発売。
デジモンワールド リ:デジタイズ
2012年7月19日発売。
デジモンワールド -next 0rder-
2016年3月17日発売。

## 関連商品
デジモンワールド プレイステーション必勝法スペシャル
発売日：1999年4月 / 発行：勁文社 ISBN 4-7669-3157-2
デジモンおよびファイル島の解説、お店＆アイテム図鑑などを収録する。